# Bahnhof Sindelfingen
Der Bahnhof Sindelfingen ist der Bahnhof der Stadt Sindelfingen. Er liegt an der Rankbachbahn, ist der Preisklasse 6 zugeordnet und wird von der Linie S60 der S-Bahn Stuttgart bedient.

## Lage und Infrastruktur
Der Bahnhof verfügt für den Schienenpersonennahverkehr nur über einen Hausbahnsteig, besitzt aber weitere fünf beidseitig angeschlossene Ausweich- und Abstellgleise, sowie weitere einseitig angeschlossene Abstellgleise. Die Bahnsteighöhe an Gleis 1 beträgt 96 cm. Auf dem Vorplatz des bahnrechts gelegenen Empfangsgebäudes mit der Anschrift Hanns-Martin-Schleyer-Straße 9, das heute unter anderem ein Hotel beherbergt, befindet sich die Bushaltestelle Sindelfingen Bahnhof. Sie wird von diversen Linien des Unternehmens Pflieger sowie der Linie 84 der Stuttgarter Straßenbahnen bedient. Im Süden grenzt das Mercedes-Benz-Werk Sindelfingen an den Bahnhof. Es verfügt über zwei Gleisanschlüsse mit mehreren Gleisen, Züge mit Rohstoffen, Kraftfahrzeugen und Kraftfahrzeugteilen fahren von hier bis nach Bremerhaven. Die Strecke ist in Richtung Renningen zweigleisig und in Richtung Böblingen eingleisig. Der Güterschuppen wurde abgerissen und mit einem sogenannten Mobilitätspunkt (Fahrradabstellanlage, Video-Reisezentrum, Fahrradverleihstation, WC, Kiosk, zwei Bussteige) überbaut.

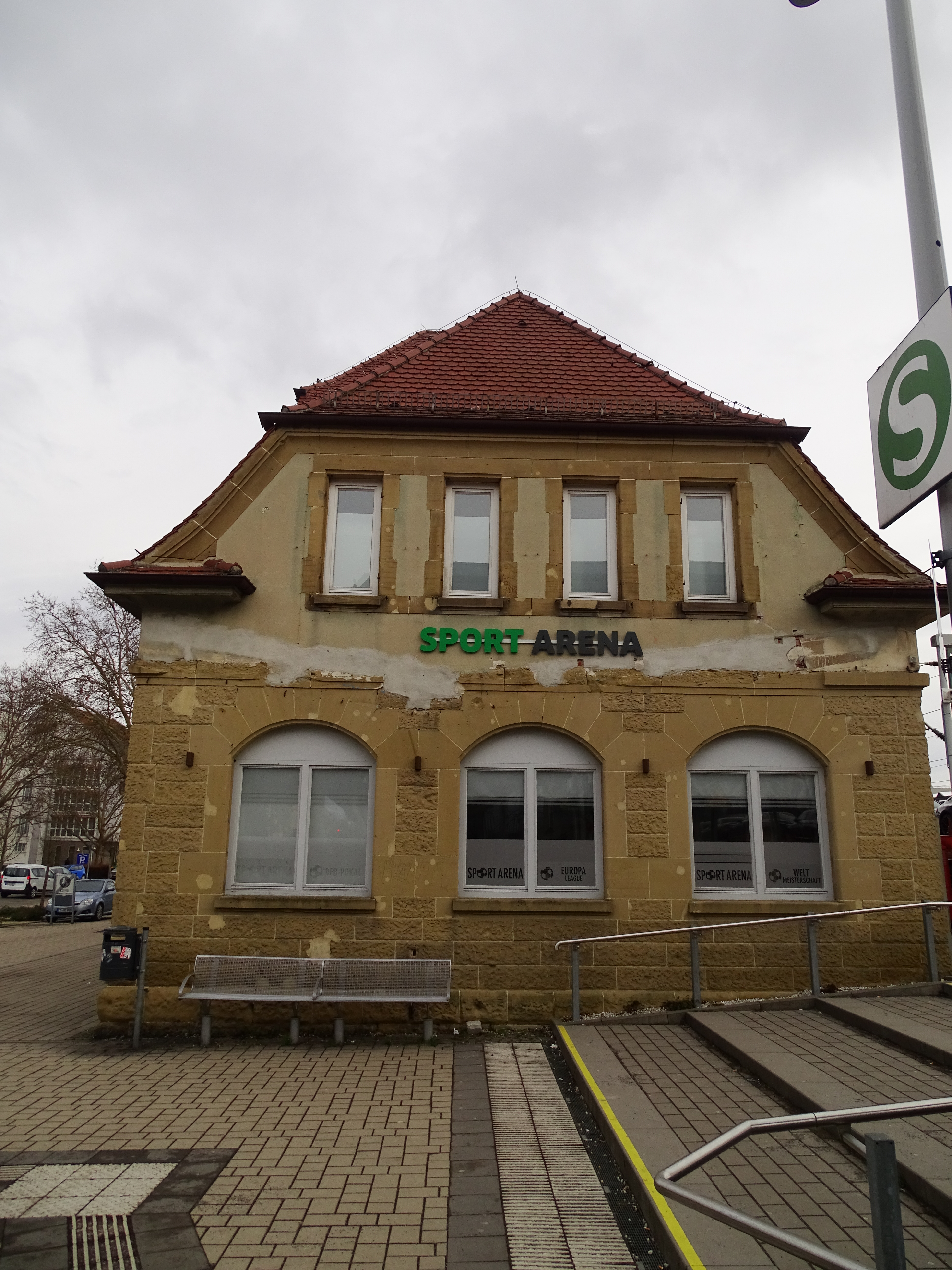
Empfangsgebäude, Stirnseite Richtung Renningen (2019)
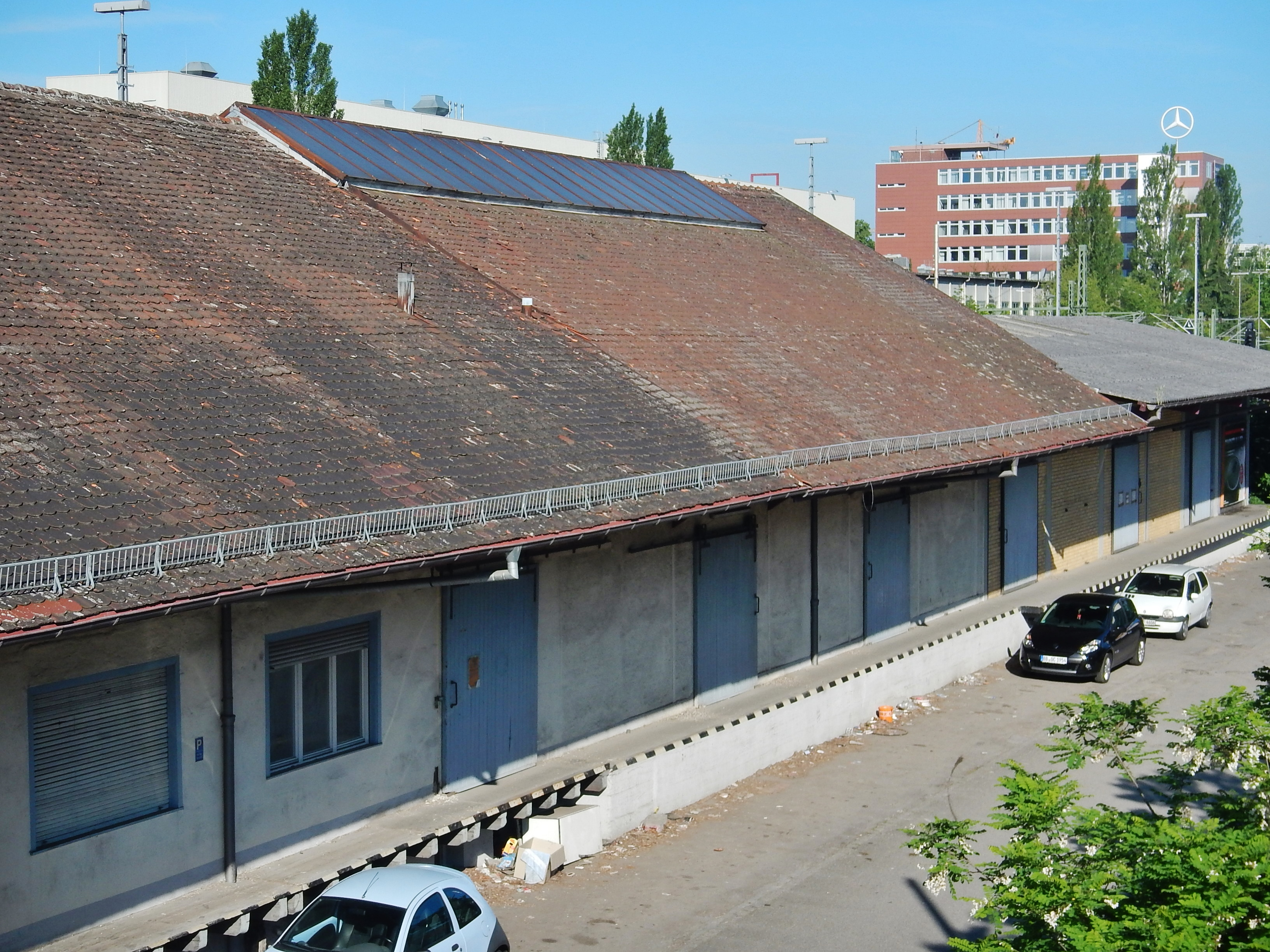
Güterschuppen, Straßenseite (2014)
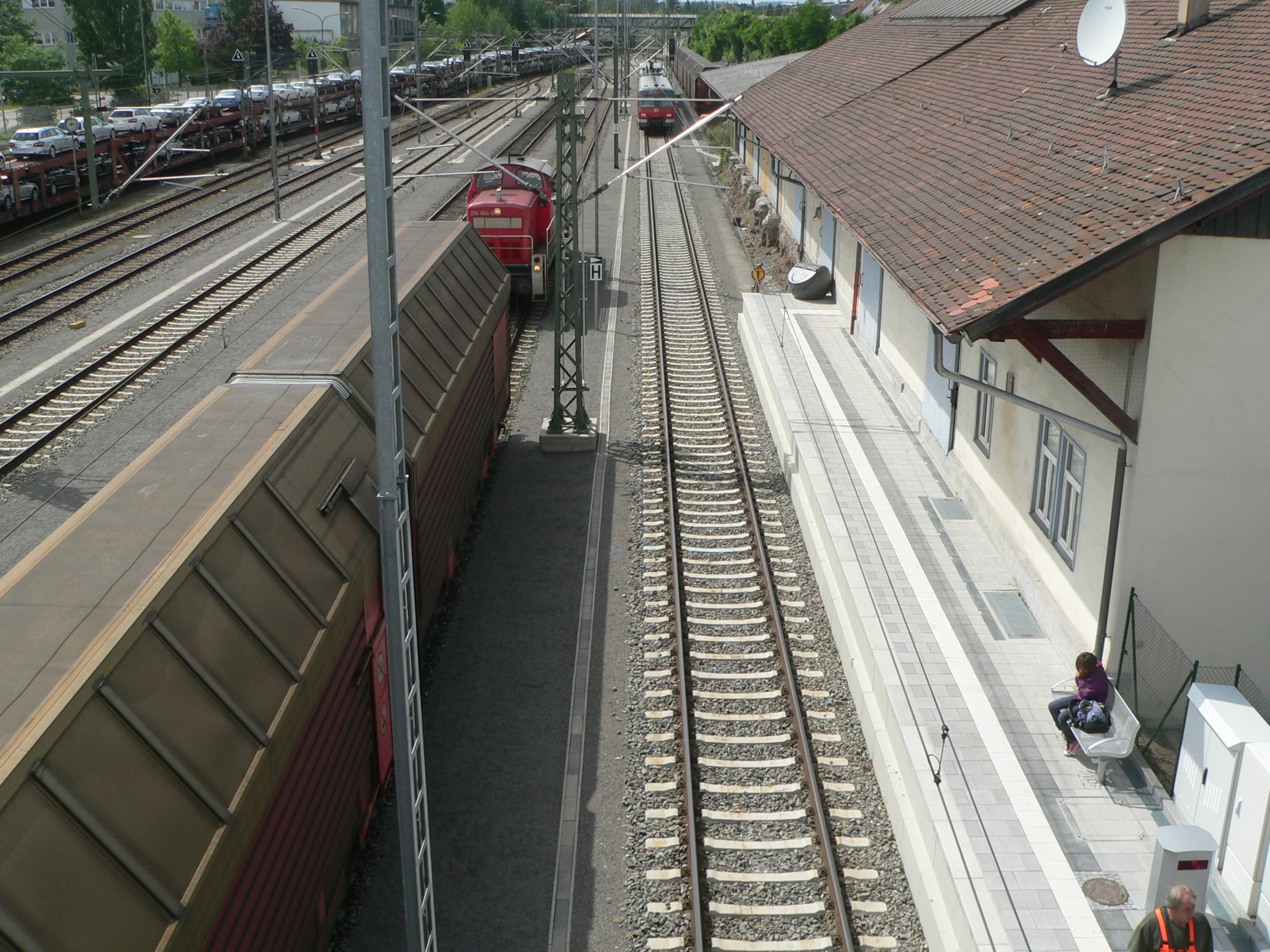
Güterschuppen, Gleisseite (2010)
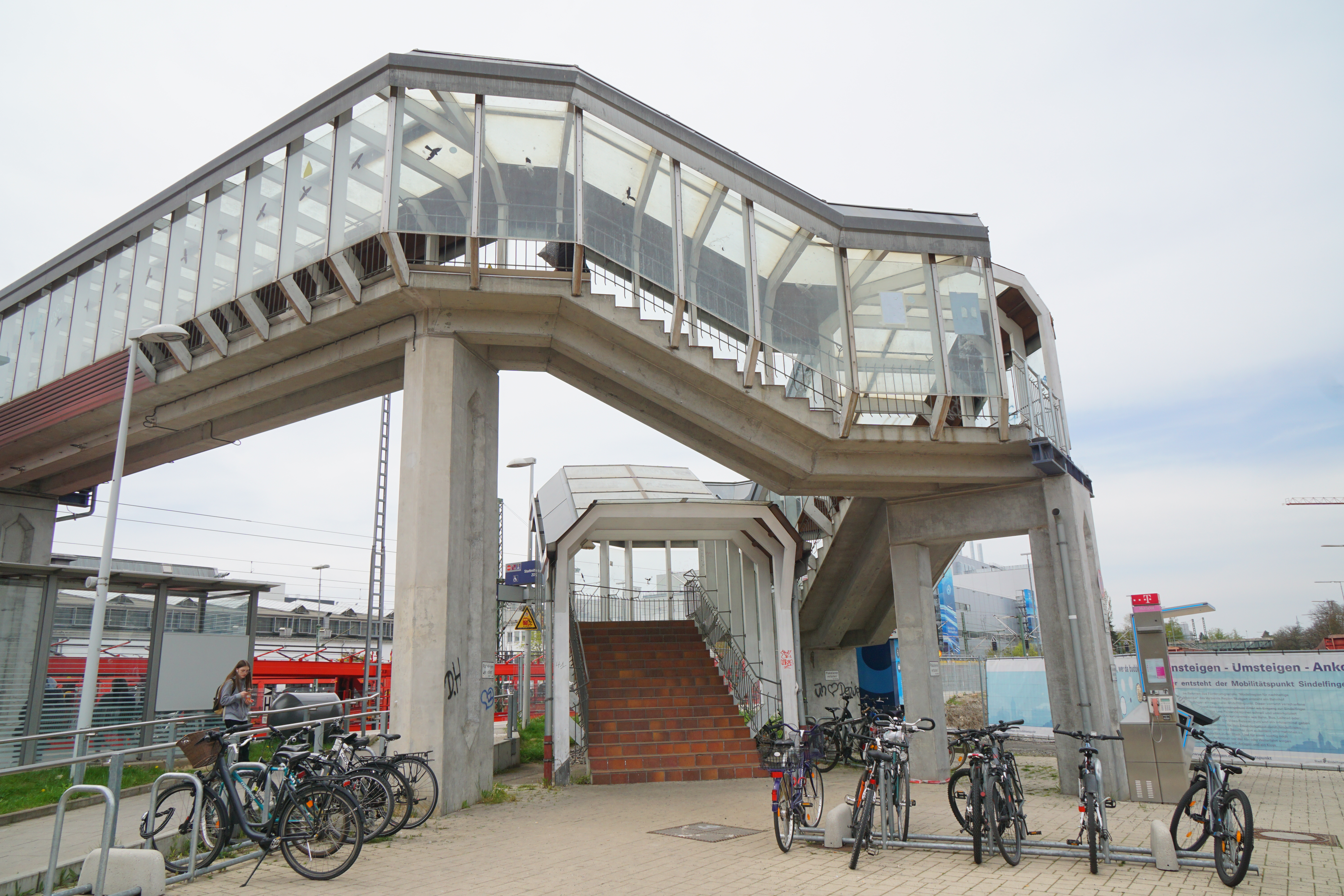
Fußgängerüberführung zum Mercedes-Benz-Werk, Stadtseite

## Geschichte
Der Bahnhof wurde am 23. Dezember 1914 als Endbahnhof eröffnet, am 1. Oktober 1915 zum Durchgangsbahnhof erweitert, zum 10. April 1972 elektrifiziert und 2010 in das S-Bahn-Netz integriert.
Der Bahnhof ist Teil des Planbereichs 1 (Böblingen) des Digitalen Knotens Stuttgart, dessen Baubeginn 2027 und dessen Inbetriebnahme für 2030 geplant ist.

## Betrieb
Auf Gleis 1 fahren sowohl die S-Bahn-Züge Richtung Böblingen als auch diejenigen Richtung Stuttgart. Die übrigen Gleise werden für den Güterverkehr und als Abstellgleise genutzt.
| Linie | Strecke | Frequenz        |
| ----- | --- | --------------- |
| S 60  | Böblingen – Sindelfingen – Magstadt – Renningen – Leonberg – Zuffenhausen – Hauptbahnhof (tief) – Schwabstraße | 30-Minuten-Takt |